# حسين أباد شاه نظري (زين أباد)
حسین أباد شاه نظري (بالفارسية: حسین‌آباد شاه‌نظر) هي قرية تقع في إيران في قسم زين أباد الريفي. يقدر عدد سكانها بـ 286 نسمة .